# Marcos Echeverría
Marcos Damián Echeverría (Tandil, 16 luglio 2003) è un calciatore argentino, attaccante dell'Atlanta in prestito dal Banfield.

## Carriera
Echeverría è cresciuto nel settore giovanile del Banfield, con cui ha firmato il primo contratto professionistico nel dicembre del 2021. Ha debuttato in prima squadra il 3 agosto 2023 nell'incontro di Copa Argentina perso 1-0 contro l'Estudiantes (RC).

## Statistiche

### Presenze e reti nei club
Statistiche aggiornate al 1º agosto 2024.
| Stagione        | Squadra         | Campionato      | Campionato | Campionato | Coppe nazionali | Coppe nazionali | Coppe nazionali | Coppe continentali | Coppe continentali | Coppe continentali | Altre coppe | Altre coppe | Altre coppe | Totale | Totale | Totale |
| Stagione        | Squadra         | Comp            | Pres       | Reti       | Comp            | Pres            | Reti            | Comp               | Pres               | Reti               | Comp        | Pres        | Reti        | Pres   | Reti   |        |
| --------------- | --------------- | --------------- | ---------- | ---------- | --------------- | --------------- | --------------- | ------------------ | ------------------ | ------------------ | ----------- | ----------- | ----------- | ------ | ------ | ------ |
| 2023            | Banfield        | PD              | 0          | 0          | CA+CdL          | 1+0             | 0               |                    | -                  | -                  |             | -           | -           | 1      | 0      |        |
| 2024            | Banfield        | PD              | 4          | 0          | CA+CdL          | 0+3             | 0               |                    | -                  | -                  |             | -           | -           | 7      | 0      |        |
| Totale carriera | Totale carriera | Totale carriera | 4          | 0          |                 | 4               | 0               |                    | -                  | -                  |             | -           | -           | 8      | 0      |        |